# Hans von Zwierlein
Hans Georg Ludwig Freiherr von Zwierlein (* 16. April 1835 in Wiesbaden; † 26. Juni 1886 in Geisenheim) war ein Jurist, nassauischer Gutsherr und Politiker und ehemaliger Abgeordneter der Landstände des Herzogtums Nassau.
Hans von Zwierlein war der Sohn des Juristen, Gutsherrn und Abgeordneten Hans Constantin von Zwierlein (* 21. Oktober 1802 in Wetzlar; † 1. April 1863 in Geisenheim) und dessen Ehefrau Louise Schenk zu Schweinsberg (* 5. Oktober 1809; † 18. November 1840). Hans von Zwierlein  heiratete am 21. September 1871 die Katholikin Josephine geborene Höß (oder Höss) (* 29. März 1845 in Kronach; † 12. Januar 1912 in Geisenheim), die Tochter des Hopfenhändlers Georg Höss.
Hans von Zwierlein studierte Rechtswissenschaften an der Universität Gießen und schloss das Studium mit der Promotion zum Dr. jur. ab. Er wurde zum Kammerherren ernannt und war später Privatier und Sammler von Kunst- und Technikobjekten. Nach dem Tod seines Vaters 1863 wurde er erbliches Mitglied der ersten Kammer der Landstände des Herzogtums Nassau. 1865 und 1866 nahm er an der Beratungen der Kammer teil. Mit der Annexion des Herzogtums Nassau durch Preußen endete 1866 sein Mandat.